# Statenverkiezingen Aruba 1993
Op 8 januari 1993 vonden in Aruba verkiezingen plaats voor de Staten van Aruba. Deze verkiezingen waren periodieke verkiezingen, die gehouden werden voor 21 zetels in de Staten. De zittingstermijn bedroeg vier jaar, maar deze periode werd niet volgemaakt.

## Partijen en uitslag
| Lijst | Partij | Lijsttrekker      |
| ----- | ------ | ----------------- |
| 1     | MEP    | Nelson Oduber     |
| 2     | AVP    | Henny Eman        |
| 3     | CORONA | Carol Lejuez      |
| 4     | PPN    | Eddy Werleman     |
| 5     | ADN    | Charro Kelly      |
| 6     | OLA    | Glenbert Croes    |
| 7     | PDA    | Leonard Berlinski |
| 8     | PPA    | Benny Nisbet      |

De uitslag van deze verkiezingen was als volgt:
| Partij                                          | Stemmen | %     | Zetels | +/– |
| ----------------------------------------------- | ------- | ----- | ------ | --- |
| Arubaanse Volkspartij                           | 15.621  | 39,18 | 9      | +1  |
| Movimiento Electoral di Pueblo                  | 14.907  | 37,39 | 9      | -1  |
| Organisacion Liberal Arubano                    | 3.056   | 7,67  | 1      | +1  |
| Accion Democratico Nacional                     | 2.314   | 5,80  | 1      | 0   |
| Partido Patriotico Arubano                      | 2.094   | 5,25  | 1      | 0   |
| Partido Patriotico Nobo                         | 1.075   | 2,70  | 0      | -1  |
| Partido Democrático Arubano                     | 403     | 1,01  | 0      | 0   |
| Convergencia Royalista Nacional (Corona)        | 397     | 1,00  | 0      | -   |
| Uitgebrachte geldige stemmen                    | 39.867  | 100   | 21     | 0   |
| ongeldig/blanco                                 | 373     | 0,93  |        |     |
| Aantal uitgebrachte stemmen / opkomstpercentage | 40.240  | 88,09 |        |     |
| niet opgekomen                                  | 5.440   | 11,91 |        |     |
| Aantal kiesgerechtigden                         | 45.680  |       |        |     |

Na de verkiezingen zette regeringspartij MEP de coalitie met ADN en PPA voort in het kabinet-Oduber II.
1. ↑  Naamgeving van de partijen conform de vermelding op de kandidatenlijst.